# Uropoda marihirschmanni
Uropoda marihirschmanni es una especie de arácnido del orden Mesostigmata de la familia Uropodidae.

## Distribución geográfica
Se encuentra en Japón y Chile.